# Вьорпе
Вьорпе (на немски: Wörpe) е малък приток на Вюме в северна Долна Саксония.
Реката е дълга 29,3 km, има водосборен басейн с площ 135,8 km2 и средният отток е 1,38 m3/s.
Изворът на Вьорпе се намира край Щайнфелд, на около 10 km югозападно от Цевен. От там реката тече през Вилщет и Грасберг и се влива във Вюме при Лилиентал. В горното си течение потокът тече в естествени меандри.

## Галерия
- Край Грасберг
- Край Лилиентал
- Край Лилиентал
- Край Лилиентал
- Устието на Вьорпе, вливаща се във Вюме край Лилиентал